# Battaglia di Bornhöved (798)
La Battaglia di Bornhöved, chiamata anche Battaglia dello Sventanafeld, fu un combattimento presso le sorgenti dell'antico Schwentine vicino al villaggio di Bornhöved, nei pressi di Neumünster, nel 798 d.C. fra le truppe di Carlomagno e dei suoi alleati slavi Obodriti contro i Sassoni della Nordalbingia. La battaglia, che vide la vittoria dei Franchi e degli Obodriti, fu l'ultima battaglia importante delle guerre sassoni, che sancì la definitiva sottomissione dei Sassoni iniziata da Carlomagno circa 30 anni prima.
Le principali fonti storiche sulla battaglia sono costituite dagli Annales Regni Francorum e dagli Annales laureshamenses. È probabile che alla base di queste cronache ci sia un rapporto presentato a Carlomagno dal suo legato Eburis.

## Antefatto

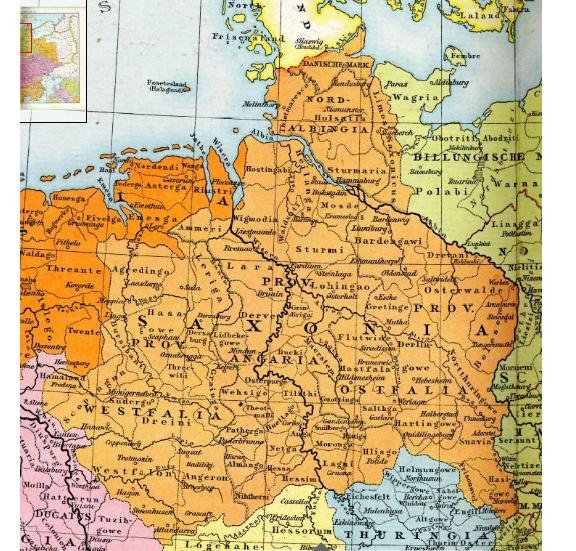
La Nordalbingia nel nord della Sassonia intorno al 700 d.C.

A partire dal 772 Carlomagno iniziò la conquista della Sassonia con l'obiettivo di sottomettere e cristianizzare i Sassoni fino ad allora dediti al paganesimo germanico. Negli anni successivi Carlomagno con una serie di campagne, anche sanguinose, sottomise via via una parte crescente della Sassonia, anche se i sassoni resistettero fieramente e non appena Carlo era richiamato da altre emergenze ne approfittavano per insorgere.
Un punto di svolta importante nel conflitto si ebbe nel 785 quando il capo carismatico dei sassoni Widukind venne sconfitto a Bardengau e si arrese accettando di farsi battezzare giurando fedeltà a Carlomagno. A questo evento seguì un periodo di pace di sette anni, nei quali vi furono solo sporadiche ribellioni localizzate.
La Sassonia del nord tuttavia non aveva accettato la pace e la conseguente cristianizzazione più o meno forzata. Nel 792 ci fu un'insurrezione in Vestfalia, conseguenza del reclutamento forzato imposto per la guerra contro gli Avari, a cui si unirono nel 793 i sassoni della 
Ostfalia e della Nordalbingia. Questa insurrezione non ebbe successo e fu completamente sedata nel 794. Nel 795 i sassoni uccisero in un agguato il re Obodrita Witzan alleato di Carlomagno. Ancora nel 796 vi fu una rivolta dei sassoni dell'Angria che fu domata da Carlomagno stesso con l'aiuto degli alleati Obodriti.
Nel 797 Carlomagno, per far rispettare i termini della resa, inviò i suoi missi nei territori della Nordalbingia di Stormarn, Dithmarschen e Holstein. I missi furono catturati dai sassoni nella Pasqua del 797, alcuni furono uccisi a degli altri ne fu chiesto il riscatto. In risposta a questi eventi Carlomagno allestì un esercito che inviò a nord non appena le condizioni del terreno furono adatte alla sua cavalleria.

## Battaglia
Carlomagno precedette verso nord con il suo esercito saccheggiando la Sassonia tra l'Elba e il Weser, nella cosiddetta terra di Wihmode (o Wigmodi) ma non passò l'Elba, lasciando agli Obodriti il compito di attaccare i sassoni da est. Gli Obodriti, guidati dal loro Samtherrscher Drasco, incontrarono i sassoni sulla Sventanafeld, una piana ghiaiosa allora disabitata nella zona dell'attuale Bornhöved, a circa 15 chilometri a est di Neumünster.
Gli Obodriti, affiancati probabilmente da ausiliari franchi al comando del legato Eburis, che guidava l'ala destra dello schieramento, attaccarono i sassoni e li sconfissero infliggendo loro pesanti perdite. Secondo gli Annales Regni Francorum ci furono quattromila morti fra i sassoni.
(Annales Regni Francorum,  DCCXCVIII)
Secondo altre cronache del tempo i morti sassoni furono circa 2800, o 2901, che sono comunque un numero notevole.

## Conseguenze

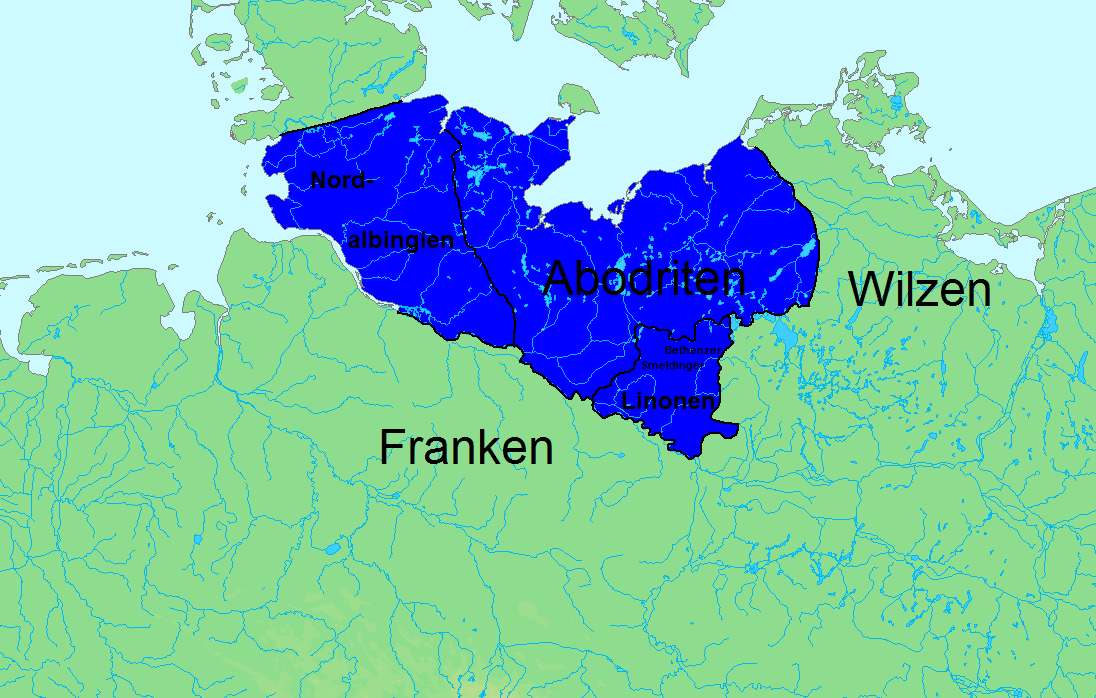
Territori sassoni acquisiti dagli obodriti dopo la battaglia di Sventanafeld

La sconfitta subita a Sventanafeld pose fine alla resistenza dei sassoni, anche se le ostilità non cessarono del tutto e nel 804 vi fu un'ulteriore ribellione.
I sassoni della Nordalbingia sconfitti furono deportati nei territori franchi della Neustria e dell’Aquitania e i distretti abbandonati di Dithmarschen, Holstein e Stormarn, furono affidati da Carlo Magno agli Obodriti, che raggiunsero così in quel tempo la loro massima espansione territoriale.